# 任天堂明星大亂鬥 for 3DS/Wii U
《任天堂明星大亂鬥 for 3DS/Wii U》，通常称为任天堂明星大亂鬥 for或任天堂明星大亂鬥4，是一款由万代南梦宫开发，并由任天堂发行在Wii U和任天堂3DS双平台的格斗游戏。本作不仅是任天堂明星大亂鬥系列的第四作，也是任天堂明星大亂鬥系列首次在雙平台（Wii U、3DS）推出遊戲。《任天堂明星大亂鬥 for 3DS/Wii U》首次在2013年E3展上公佈遊戲內容。
在本作中，游戏依旧保持了系列的基本玩法：玩家将操控角色与最多4名对手进行战斗（Wii U版為首作可有8名對手進行亂鬥），而获胜条件是将对手击出屏幕边缘（是一个大于舞台的空间范围），对他人的攻击会积攒对方的击飞率，越高的击飞率会让角色共容易被击飞出屏幕边缘；这是与普通那些以生命槽来判定角色生死输赢的格斗类游戏最大的区别。
《任天堂明星大亂鬥 for 3DS/Wii U》还是第一款确定支持任天堂自家的amiibo玩偶的游戏。玩家可以使用amiibo通过近场通信技术与Wii U的Gamepad手柄或新任天堂3DS建立连接，将玩偶以可操控游戏角色的形态在游戏中登场，而在游戏中获得的等级、经验等数据会被储存回玩偶中；由于任天堂3DS和任天堂3DSLL/XL没有配备近场通讯模块，玩家需要額外購買專用的讀寫器方可操作。

## 游戏概况
《任天堂明星大亂鬥 for 3DS/Wii U》的Wii U版本支持包括任天堂GameCube在内的多款任天堂电视游戏主机的手柄，包括了任天堂GameCube手柄(DOL-003)（為許多專業玩家的指定控制器）、任天堂GameCube无线手柄“波鸟”、Wii遙控器（以及接上右手摇杆的双截棍模式）、Wii经典手柄、Wii经典手柄Pro、Wii U Gamepad、Wii U专业手柄和任天堂3DS系列掌机。不过由于Wii U主机不像Wii可以直接使用任天堂GameCube的手柄，所以任天堂在发售Wii U版本的游戏时会提供带有Wii U专用的任天堂GameCube手柄转接器。

### 游戏模式
版本相同的模式

以下為兩版本都有的模式，但兩版本相同的模式也有些許的不同。
- 大乱斗（Smash）：本作最基本的模式
  - 3DS版本玩家可以选择角色与电脑（Solo）或面对面连机与玩家（Group）进行游戏，而且只有計時（Time）與記命（Stock）模式。
- 经典模式（Classic）：本兩作經典模式與以往系列大為不同。
  - 3DS版本玩家可以選擇不同路徑，難度越高，得到的獎勵就會越稀有。
  - Wii U版本拋開傳統的路徑模式，以大平台為主軸，平台上有許多角色獎盃，玩家可自由選擇跟哪些以及多少角色對戰，打倒的角色可在之後的隊伍戰成為隊友使用，支援兩人模式。
- 全明星乱斗（All-Star）：玩家操作角色以各款游戏角色诞生时间为时间轴与相关的游戏角色战斗。
  - 3DS版本對戰角色由舊到新依序出現，胜利后可获得該角色的別色版奖杯（Alt. Color Trophy）。
  - Wii U版本則相反，由新到舊依序出現，胜利后可获該用角色的最終招奖杯（Final Smash Trophy），支援兩人模式。

兩版本的休息區大小、模樣也有不同。
- 练习模式（Training）：练习操作或角色招式的模式，有奖励要素。
- 竞技场（Stadium）：包含了3个游戏模式
  - 多人乱斗（Multi-Man Smash）：在这个模式中有6个子模式，不过基本要求都是要玩家将不断出现的敌人击出场外，玩家可通过在这个模式中获得的成绩在挑战（Challenge）中获得相对应的奖励，和前做不同的是，敵人為角色所儲存的Mii。
  - 標靶爆破（Target Blast!）：这是本作为系列新加入的一个游戏模式之一。玩法类似于著名手機游戏系列《愤怒鸟》，玩家需要在倒计时结束前尽量击打炸弹并将其击飞并轰到右侧的目标，以记录得分，擊破場上的獎盃或能力道具的標靶也可獲得隨機道具或獎盃。
  - 本垒打大赛（Home-Run Contest，ホームランコンテスト）：是系列的经典迷你游戏，玩家通过击打沙袋并将其击飞，记录沙袋被击飞的距离作为游戏成绩。
- 獎盃
  - 獎盃商店
  - 獎盃收藏全景
  - 奖杯擊破王(Trophy Rush)：通过消除屏幕中出现的木箱或石块积累分数以获得奖杯，擊破一定的數量的木箱或石塊，會出現可以活將杯的五角型方塊，如果角色在同一个位置滞留过久会有闪电作为惩罚，多數個木箱或石塊如果堆積太高也會把整個擂台給壓垮，也要注意爆裂方塊以及閃爆方塊。
- 網路對戰
  - 好玩模式（For Fun）
  - 榮耀模式（For Glory）
  - 征服戰活動（Conquest Mode）
- 音樂（Music）
- 紀錄（Records）
- 相簿（Album）
- 對戰影片（Replays）

任天堂3DS版本限定模式
- 奔跑乱斗（Smash Run，フィールドスマッシュ）：本作为系列新加入的游戏模式之一，玩家需要控制角色在大地图上擊倒各式各樣的敵人获得各種角色能力提昇值，所擊倒的敵人難易度越高，所獲得的提昇值就越多，也可以進入挑戰門進行挑戰。為了增加冒險性，有時也會有突發的事件、指令發生；最后再与电脑（Solo）或面对面连机（Group）与玩家进行决战；而决战的形式不只是一般决斗，也包含了竞速、攀爬、其他特殊大亂鬥等其他形式。

- 提昇值主要有
  - 速度(移動, Movement)：提升角色的速度。
  - 跳躍（ジャンプ, Jump)）：提升角色的跳躍高度，此提昇值也會增加角色的墜落速度。
  - 攻擊（通常ワザ, Normal Technique）：提升角色的一般攻擊。
  - 特殊（必殺ワザ, Special Technique）：提升角色的特殊攻擊。
  - 武器（投げ・アイテム, Throw/Item）：提升角色放射型攻擊、取得回復物品的回復能力、丟物品攻擊能力等多方面的提升。
  - 防禦（防御, Defense）：提升角色防禦，可讓角色不易轟出雷台外、防禦盾難以縮小等。
- 交錯通訊乱斗（Street Smash）：玩家通过任天堂3DS的交錯通訊功能获得其他玩家的加入，并与其在一平面上进行决斗；游戏玩法像是弹球，以将对手击出台面为胜利，勝利後可獲得金幣，以及隨機能力道具、獎盃。

Wii U 版限定模式

## 角色

瑪利歐、洛克人、村民、Wii-Fit教練在《任天堂明星大亂鬥Wii U》的情形

任天堂於2013年E3展首次公布一些舊的以及新的角色，櫻井政博遊戲開發中時也曾表示有些舊角色可能會因為遊戲設計的能力的限制而不會在此遊戲登場（如《敲冰塊》的波波＆娜娜，櫻井政博表示原本計畫要讓波波＆娜娜登場，但在3DS版中因技術問題作罷），但兩個版本的總人數是一樣的，總人角色數為48位（外加三個Mii鬥士､以及7位下載角色則是58位。）。櫻井政博也表示對角色的開發充滿著一些的焦慮，遊戲發售前有時會在官網和Miiverse上的「每日一圖」（Pic of the day）不定期公布舊角色而重要以及新角色則在任天堂直面會公布（路希娜、飛隼隊長以及魯弗萊例外）。
任天堂也宣佈每位角色都會有近場通訊 amiibo 公仔，玩家可以使用這些公仔，並且鍛鍊CPU等級，第一波將在北美地區2014年11月21日與遊戲同步推出，第二波在2014年12月推出，第三波在2015年2月推出，第四波在2015年春推出。3DS版也宣布在2015年2月推出可以支援amiibo的更新。

### 初期可用角色
遊戲發售前所公布的角色均為初期可用角色。
| 登场角色                          | 角色作品        | 配音声优                                | 备注 | 公布日期/場合                                                   | amiibo 公仔發售次序                 |
| --------------------------------- | --------------- | --------------------------------------- | --- | --------------------------------------------------------------- | ----------------------------------- |
| 瑪利歐 Mario                      | 超级马里奥系列  | 查爾斯·馬爾蒂內                         | 為任天堂明星大亂鬥系列裡的經典角色                                                                             | 2013年E3展                                                      | 第一波                              |
| 路易吉 Luigi                      | 超级马里奥系列  | 查爾斯·馬爾蒂內                         | 為任天堂明星大亂鬥系列裡的經典隱藏角色，在本作首次成為初期角色。                                               | 2013年8月7日的「任天堂直面會」                                  | 第二波                              |
| 碧姬公主 Peach                    | 超级马里奥系列  | Samantha Kelly                          | 《超級瑪利歐3D世界》發售後角色網頁有該遊戲網站的連結                                                           | 2013年9月12日                                                   | 第一波                              |
| 库巴 Bowser                       | 超级马里奥系列  | Eric Newsome（一些的配音） 真實動物配音 | 站姿比以往系列稍挺直一些。                                                                                     | 2013年E3展                                                      | 第三波                              |
| 羅潔塔&奇可 Rosalina & Luma       | 超级马里奥系列  | 凯丽·凯恩(Kerre Kane)                   | 在預告片中奇可在彩虹道路上和卡比相遇，裙子上也有星星的烙印。                                                   | 2013年12月18日的「任天堂直面會」                                | 第三波（美國地區限在目標百貨發售）  |
| 林克 Link                         | 塞尔达传说系列  | 笹沼堯羅                                | 為任天堂明星大亂鬥系列裡的經典角色，人物設計以《薩爾達傳說 曙光公主》為範本                                    | 2013年E3展                                                      | 第一波                              |
| 卡通林克 Toon Link                | 塞尔达传说系列  | 松本幸                                  | 人物設計以《薩爾達傳說 風之律動 HD》為範本                                                                     | 2013年9月26日                                                   | 第三波                              |
| 薩爾達公主 Zelda                  | 塞尔达传说系列  | 水沢潤                                  | 人物設計以《薩爾達傳說 曙光公主》為範本。                                                                      | 2013年12月26日                                                  | 第二波                              |
| 希克 Sheik                        | 塞尔达传说系列  | 水沢潤                                  | 與塞爾達公主分離成為獨立角色                                                                                   | 2014年4月8日 「任天堂明星大亂鬥直面會」                         | 第三波                              |
| 萨姆斯·艾仁 Samus Aran            | 密特罗德系列    | （無）                                  | 為任天堂明星大亂鬥系列裡的經典角色，人物設計以《銀河戰士：另一個M》為範本                                      | 2013年E3展                                                      | 第一波                              |
| 零裝甲薩姆斯 Zero Suit Samus      | 密特罗德系列    | 阿丽西亚·格莱德维尔                     | 與薩姆斯分離成為獨立角色，人物設計以《銀河戰士：另一個M》位範本。                                              | 2014年4月8日 「任天堂明星大亂鬥直面會」                         | 第五波                              |
| 森喜刚 Donkey Kong                | 大金刚系列      | 真實動物配音                            | 為任天堂明星大亂鬥系列裡的經典角色                                                                             | 2013年E3展                                                      | 第一波                              |
| 狄狄剛 Diddy Kong                 | 大金剛系列      | 真實動物配音                            | 《大金剛 熱帶急凍》發售後角色網頁有該遊戲網站的連結                                                            | 2014年2月21日                                                   | 第二波                              |
| 卡比 Kirby                        | 星之卡比系列    | 大本真基子                              | 為任天堂明星大亂鬥系列裡的經典角色                                                                             | 2013年E3展                                                      | 第一波                              |
| 帝帝帝大王 King Dedede            | 星之卡比系列    | 樱井政博                                | 《星之卡比 三重豪華版》發售後角色網頁有該遊戲網站的連結                                                        | 2014年1月10日                                                   | 第三波                              |
| 魅塔騎士 Meta Knight              | 星之卡比系列    | 私市淳                                  | 手前有套上盔甲。                                                                                               | 2014年8月13日                                                   | 第三波（美國地區限在Bestbuy發售）   |
| 火狐·麦克劳德 Fox McCloud         | 星际火狐系列    | 野島健兒                                | 為任天堂明星大亂鬥系列裡的經典角色                                                                             | 2013年E3展                                                      | 第一波                              |
| 皮卡丘 Pikachu                    | 神奇寶貝系列    | 大谷育江                                | 為任天堂明星大亂鬥系列裡的經典角色，體型變得輕巧許多。                                                         | 2013年E3展                                                      | 第一波                              |
| 路卡利歐 Lucario                  | 神奇寶貝系列    | 浪川大輔                                | 角色網頁有神奇寶貝官方網頁的連結                                                                               | 2014年1月31日                                                   | 第三波（美國地區限在玩具反斗城發售）  |
| 噴火龍 Charizard                  | 神奇寶貝系列    | 三木眞一郎                              | 為第一個於新參戰角色短片中公佈的舊參戰角色，角色網頁有神奇寶貝官方網頁的連結，與神奇寶貝訓練家分離成為獨立角色 | 2014年4月8日 「任天堂明星大亂鬥直面會」                         | 第四波                              |
| 甲賀忍蛙 Greninja                 | 神奇寶貝系列    | 上田祐司                                | 角色網站有神奇寶貝官方網頁的連結                                                                               | 2014年4月8日 「任天堂明星大亂鬥直面會」                         | 第四波                              |
| 耀西 Yoshi                        | 耀西島系列      | 戸高一生                                | 站姿比以往系列稍挺直一些，《新耀西島》發售後角色網頁有該網站的連結。                                           | 2014年4月8日「任天堂明星大亂鬥直面會」                          | 第一波                              |
| 皮特 Pit                          | 光神话系列      | 高山南                                  | 人物設計以《新光神話 帕爾提娜之鏡》為範本                                                                      | 2013年E3展                                                      | 第二波                              |
| 帕露提娜 Palutena                 | 光神话系列      | 久川绫                                  | 人物設計以《新光神話 帕爾提娜之鏡》為範本，2014年1月網路曾有流傳出她在3DS上出現的流水照，引發不少討論。        | 2014年E3展「任天堂E3直面會」                                    | 第五波                              |
| 皮克敏&奥利馬 Pikmin & Olimar     | 皮克敏系列      | 若井淑(皮克敏)                          | 《皮克敏3》發售後角色頁面有該遊戲網站的連結                                                                    | 2013年7月12日                                                   | 第六波                              |
| 馬爾斯 Marth                      | 火焰之紋章系列  | 綠川光                                  | 角色設計以《火焰之紋章 新·暗黑龍與光之劍》為範本                                                               | 2013年11月7日                                                   | 第一波                              |
| 艾克 Ike                          | 火焰之紋章系列  | 萩道彦                                  | 角色設計以《火焰之紋章 曉之女神》為範本                                                                        | 2014年5月23日                                                   | 第三波                              |
| 魯弗萊 Robin                      | 火焰之紋章系列  | 澤城美雪（女） 細谷佳正（男）           | 《火焰纹章 觉醒》中玩家的角色，本作裡有男女两种版本，露希娜的父親庫洛姆為大亂鬥最終招(Final Smash)。           | 2014年7月14日                                                   | 第四波                              |
| 飞隼队长 Captain Falcon           | F-Zero系列      | 堀川亮                                  | 為第二個於新參戰角色短片中公佈的舊參戰角色，也是繼DX後再次成為初期可用角色。                                   | 2014年7月14日                                                   | 第二波                              |
| 音速小子 Sonic the Hedgehog       | 音速小子系列    | 金丸淳一                                | 人物設計以《音速小子 失落世界》為範本                                                                          | 2013年10月1日的「任天堂直面會」                                 | 第三波                              |
| 村民 Villager                     | 动物之森系列    | （無）                                  | 在預告片中是由於收到邀請函而參加的。                                                                           | 2013年E3展 2014年5月16日（女性以及其他服裝版本的居民）          | 第一波                              |
| 洛克人 Mega Man                   | 洛克人系列      | （無）                                  | 預告片裡用熱火人能力把瑪利歐、林克、卡比、大金剛給燒飛。                                                       | 2013年E3展                                                      | 第三波                              |
| Wii Fit 女/男教練 Wii Fit Trainer | Wii Fit         | 廣瀬仁美（女） 樋口智透（男）           | 在預告片中把在用Wii Fit健身的瑪利歐、林克、卡比給打飛。                                                        | 2013年E3展由櫻井正博在展覽會議中公佈 2013年10月30日（男性版本） | 第一波                              |
| 小麥克 Little Mac                 | Punch-Out!!系列 | 鳥海浩輔                                | 在預告片中因為不滿薩姆斯比較他矮小的身高而把她揍飛，人物設計以《Punch Out!! Wii》為範本                        | 2014年2月14日「任天堂直面會」                                   | 第二波                              |
| Mii斗士 Mii Fighters              | Mii             | （無）                                  | 有“格斗”、“剑术”和“射击”三种职业可以选择。                                                                     | 2014年6月11日「任天堂E3直面會」                                 | 第五波                              |
| 吃豆人 Pac-Man                    | 吃豆人系列      | （無）                                  | 預告片有出現 Mr.Game & Watch這位舊參戰角色，和吃豆人一樣都是1980年出身。                                       | 2014年E3展由櫻井政博在《任天堂明星大亂鬥》訪談會議中公布。      | 第四波                              |
| 修爾克 Shulk                      | 異域神劍系列    | 淺沼晉太郎                              | | 2014年8月29日 日本任天堂3DS網路發表會                           | 第三波（美國地區限在GameStop 發售） |

### 隱藏角色
以下隱藏角色己證實出現在遊戲中，陸續在官網正式公布。
| 登场角色                     | 角色作品         | 配音声优         | 备注 | 正式公布日期                        | 取得方式 | amiibo 公仔發售次序 |
| ---------------------------- | ---------------- | ---------------- | --- | ----------------------------------- | -------- | ------------------- |
| 露琪娜 Lucina                | 火焰之紋章系列   | 小林優           | 《火焰之纹章 觉醒》裡的人物，與馬爾斯有雷同的格鬥模式，雖然算是新參戰角色但是官網卻沒有像其他新參戰角色一樣有大幅的角色圖示，為唯一在遊戲發售前公布的隱藏角色。 | 2014年7月14日                       |          | 第四波              |
| 尼斯 Ness                    | 地球冒險系列     | 大本真基子       | 為任天堂明星大亂鬥系列裡的隱藏經典角色，Wii U 版本為初期可用角色。                                                                                              |                                     |          | 第四波              |
| 胖丁 Jiggley Puff            | 神奇寶貝系列     | 金井美香         | 為任天堂明星大亂鬥系列裡的隱藏經典角色，Wii U 版本為初期可用角色。                                                                                              | 2014年11月5日                       |          | 第四波              |
| 加儂多夫 Ganondorf           | 塞爾達傳說系列   | 宮田浩徳         | Wii U 版本為初期可用角色。 |                                     |          | 第五波              |
| 瑪利歐醫生 Dr.Mario          | 馬里奧醫生系列   | 查爾斯·馬爾蒂內  | |                                     |          | 第五波              |
| 瓦利歐 Wario                 | 超级马里奥系列   | 查爾斯·馬爾蒂內  | |                                     |          | 第四波              |
| Mr.GAME & WATCH              | GAME&WATCH       | Game & watch sfx | 在小精靈預告片結尾中出現 |                                     |          | 第五波              |
| 機械人 R.O.B.                | 任天堂遊戲控制器 |                  | |                                     |          | 第五波              |
| 法爾科·蘭巴帝 Falco Lombardi | 星际火狐系列     | 江川央生         | |                                     |          | 第六波              |
| 库巴 Jr. Bowser Jr.          | 超级马里奥系列   | 卡迪· 萨格里拉   | Wii U 版本為初期可用角色。 | 2014年10月24日，Wii U版任天堂直面会 |          | 第六波              |
| 黑暗皮特 Dark Pit            | 光神话系列       | 高山南           | 實際上早已在帕爾提娜的預告片結尾中出現 |                                     |          | 第五波              |
| 打獵 Duck Hunt               | 打鴨子           |                  | | 2014年11月5日                       |          | 第五波              |

### 追加下载角色
| 登场角色                     | 角色作品       | 配音声优     | 备注 | 公布日期／開放下載日期        | amiibo 公仔發售次序 |
| ---------------------------- | -------------- | ------------ | --- | ----------------------------- | ------------------- |
| 超夢 Mewtwo                  | 神奇寶貝系列   | 藤原啟治     | 《寶可夢系列》角色。将于2015年提供下载，双版本都购入的玩家将可免费下载 | 2014年10月24日 2015年4月28日  |                     |
| 琉加 Lucas                   | 地球冒险系列   | Lani Minella | 《地球冒险3》的男主角。 | 2015年4月2日 2015年6月14日    |                     |
| 羅伊 Roy                     | 火焰之紋章系列 | 福山潤       | 首次出現在《火焰之紋章 封印之劍》，於2015年任天堂明星大亂鬥E3網路直面會正式公布。 | 2015年6月14日                 | 2016年春季          |
| 隆 Ryu                       | 快打旋風系列   |              | 《快打旋風系列》的角色，為首位下載版新角色，於2015年任天堂明星大亂鬥E3網路直面會正式公布。 為本遊戲首位擁有兩種終極奧義（Final Smash）的角色，也是唯一有在快打旋風裡一樣的鍵盤輸入規則的角色。 | 2015年6月14日                 | 2016年春季          |
| 克勞德·史特萊夫 Cloud Strife | 最终幻想VII    | 櫻井孝宏     | 《最终幻想VII》的角色，為系列首位加入的史克威尔艾尼克斯旗下、初次登場遊戲不是在任天堂主機的角色，於2015年11月任天堂直面会上正式公布                                                            | 2015年11月13日 2015年12月15日 | 2017年夏            |
| 神威 Corrin                  | 火焰之紋章系列 |              | 首次出現在《火焰之纹章 if》，於2015年12月任天堂直面会上正式公布 | 2015年12月15日 2016年2月4日   | 2017年夏            |
| 蓓優妮塔 Bayonetta           | 猎天使魔女系列 |              | 《猎天使魔女》系列的主角，於2015年12月任天堂直面会上正式公布 為任天堂明星大亂鬥角色票選所有合理電玩角色中的第一名。                                                                            | 2015年12月15日 2016年2月4日   | 2017年夏            |

註:
  新角色
  非任天堂角色

## 遊戲開發
```
2011年
```

《任天堂明星大亂鬥3DS/Wii U》在2011年E3展由岩田聰發布此遊戲的消息，但由於當時此遊戲只在構想階段，並沒有再深入討論此遊戲，表示此遊戲的發會在《新光神話 帕爾提娜之鏡》完成之後才開始。
```
2012年 
```

2012年2月，任天堂宣佈將與南夢宮萬代合作開發此遊戲，然而2012年E3展任天堂並沒有發表關於此遊戲的任何消息，因此讓許多玩家擔憂有此遊戲的開發進度是否有耽擱，櫻井正博表示此遊戲的「第一階段開發要到6月才開始，玩家得要再等一陣子」。从南夢宮萬代抽派的人手中，很多是来自其格斗游戏团队《灵魂能力》系列以及《铁拳》系列的。
```
2013年
```

2013年1月的任天堂直面會上公佈將於2013年E3展首次公佈最初遊戲內容，之後所有關於此遊戲的消息及內容都以官網以及Miiverse的「每日一圖」為準。
```
2014年
```

任天堂在2014年4月8日推出「任天堂明星大亂鬥直面會」，這也是任天堂首次的任天堂明星大亂鬥專門直面會。，2014年E3展再度公布出新參戰角色、3DS版發售日期、amiibo以及現場試玩外，任天堂也在洛杉磯諾基亞劇院舉辦第一場官方《任天堂明星大亂鬥邀請賽》(Super Smash Bros Invitational Tournement)，邀請全美16位高手在1000多位粉絲面前競技。
```
2015年
```

於4月2日的任天堂直面會公布兩位下載版角色、以及第五波amiibo，開始推出大亂鬥人物票選活動（Smash Bros Fighter Ballot），可以到此網頁輸入你希望能加入大亂鬥的角色，票選截止日在官網顯示是到2015年10月3日（但實際上是過了該截止日三天後才正式結束）。
於11月12日任天堂直面會公布克勞德·史特萊夫為下載版角色，並於12月播出最後一個任天堂明星大亂鬥直播。

## 謠言、聲明
櫻井政博也聲明《任天堂明星大亂鬥3DS/Wii U》的冒險模式不會有像上系列的冒險模式有附加短片，其原因是他發現有許多的遊戲影片在網路上流傳，並認為失去其獎勵性，因此抵制它，2014年1月20日在任天堂Miiverse中甚至聲明，新作不會有故事模式，最後兩版本確定沒有故事/冒險模式。
有謠言說此遊戲將於年2014年春季發售，櫻井正博後來表示此遊戲不會在2014年春季發售。
網路上也曾流傳許多的遊戲、角色的流水照，但以女神帕爾提娜的水照最為討論，因為此照片似乎沒有修圖，而且女神帕爾提娜的角色身形並不是取自於任何遊戲，女神帕爾提娜最後的確於2014年E3展公佈，但任天堂最後證實所流傳的圖片為偽照。
2014年8月，有人在网络上泄露了游戏的3DS版本内容，包括了之前从未公布的游戏角色的完整的角色阵容以及相关的角色奖杯。后证实这次泄露是在游戏送往ESRB审核途中被泄露的。而泄露的内容在之后的各种活动中被一一确认为真。
2015年4月，有人在游戏的1.0.6版本更新文件中发现了有来自《街头霸王》系列的隆、《火焰之纹章》系列的罗伊等从未在本作中登场的角色的相关声音文件，兩位也都曾是加入《任天堂明星大亂鬥3DS/Wii U 》呼聲很高的角色，并推测这会是游戏之后会推出的新角色，不久《任天堂明星大亂鬥3DS/Wii U》官網每個角色個人頁面下的的角色選單也出現5個空位。

## 评价

### 3DS版
《任天堂明星大亂鬥3DS/Wii U》的任天堂3DS版本最先发售也是先获得评价的版本，总体上该版本获得了比较正面的评价。日本的著名游戏杂志《FAMI通》给予本作的3DS版37分（满分40分）的评价。不及发售在Wii平台的前作的满分。中国大陆游戏杂志《游戏机实用技术》为本作打出27分（满分30分），进入“热血推荐”；编辑们称赞了本作的充实的游戏内容和重新编曲的音乐，不过也都表示掌机屏幕的尺寸会导致人物显示过小的问题。美国游戏网站GameTrailers给本作打出了7.4分（满分10分）的评价，它认为本作的多人网络对战是一个败笔，不稳定的帧数和延时毁了这个模式。（櫻井政博也對此事情作出了回應，表示只要有一位網路有些微的慢就會影響整個遊戲速度，所以呼籲玩家們對戰時除了要在平穩的無線網路下對戰之外，不要使用其他如手機的裝置）

### Wii U版
《任天堂明星大乱斗3DS/Wii U》的Wii U版本所得到的评价普遍高于之前发售的任天堂3DS版本，與《瑪利歐賽車8》、《魔兵驚天錄2》同樣被許多遊戲媒體視為拯救Wii U 銷售量的大作之一。在娱乐综合评价网站Metacritic上获得92分（满分100，基于62篇评测），而在游戏中和评价网站GameRankings上获得92.42%（基于49篇评测）。

### 获奖
| 年份 | 奖项                     | 类别                   | 结果 | 参考          |
| ---- | ------------------------ | ---------------------- | ---- | ------------- |
| 2014 | 游戏大奖                 | 最佳格斗游戏           | 獲獎 | [ 53 ]        |
| 2014 | 2014年E3遊戲評論獎       | 2014年E3展最佳格鬥遊戲 | 獲獎 | [ 54 ]        |
| 2014 | GameSpot年度游戏         | Wii U年度游戏          | 提名 | [ 55 ]        |
| 2014 | GamesRadar2014年最佳游戏 | 年度游戏               | 提名 | [ 56 ]        |
| 2014 | GamesRadar2014年最佳游戏 | 最佳格斗游戏           | 獲獎 | [ 56 ]        |
| 2014 | IGN2014年度最佳          | 最佳多人竞赛           | 待定 | [ 57 ]        |
| 2014 | IGN2014年度最佳          | 最佳配乐               | 待定 | [ 58 ]        |
| 2014 | IGN2014年度最佳          | 最佳游戏               | 待定 | [ 59 ] [ 60 ] |
| 2014 | IGN2014年度最佳          | 最佳音效设计           | 待定 | [ 61 ]        |
| 2014 | IGN2014年度最佳          | 最佳Wii U游戏          | 待定 | [ 62 ]        |
| 2014 | USA Today                | 年度游戏               | 獲獎 | [ 63 ]        |
| 2014 | GameTrailers2014年度最佳 | 最佳格斗游戏           | 獲獎 | [ 64 ]        |
| 2014 | GameTrailers2014年度最佳 | 最佳多人游戏           | 提名 | [ 65 ]        |
| 2014 | Destructoid2014年度最佳  | 最佳多人模式设计       | 獲獎 | [ 66 ]        |
| 2014 | Destructoid2014年度最佳  | 最佳游戏               | 待定 | [ 67 ]        |
| 2014 | Destructoid2014年度最佳  | Destructoid论坛选择奖  | 待定 | [ 68 ]        |

## 销售
《任天堂明星大亂鬥3DS/Wii U》的任天堂3DS版本是最先发售的版本；3DS版本最先在各区的eShop上发布了本作的试玩DEMO。在试玩DEMO有限的内容里，玩家可选择马里奥、林克、皮卡丘三位经典角色和村民与洛克人两位新角色，而除了对战电脑的单人模式，只能选择近距离联机游戏。北美地区的任天堂俱乐部的白金级会员可以下载到无试玩次数限制的特别版DEMO，不过内容与普通版无异。3DS版本于2014年9月13日起在日本地区开始正式发售。16日时任天堂确认本作的销售数（包含下载版）已超过100万份，是继《怪物猎人4》、《口袋妖怪 X·Y》和《妖怪手表2》之后第四款首周销量过百万的任天堂3DS平台的游戏。本作于10月3日在欧美地区发售后，任天堂英国通过其Twitter帐号宣布截止10月7日，本作在全球范围内销量已突破280万份（包含下载版）。
本作的任天堂3DS版本还提供了限定版3DS主机和新3DS主机。欧美地区是限定版3DS XL主机，而日本地区是新3DS LL主机和新3DS主机的外壳面板。任天堂在给欧洲地区提供的“大使版”限定版新3DS主机的套装里也包含了《任天堂明星大亂鬥》的外壳面板。
《任天堂明星大亂鬥3DS/Wii U》的Wii U版本的发售时间是在2014年年底的购物旺季。Wii U版首先在北美地区发售，首周3天的销量超过49万份，成为Wii U首周销售量最高的游戏。本作在日本首周2天内也卖出了超过22万份，遠遠超越瑪利歐賽車8（本做銷售前的紀錄保持者）的銷售量。截止2014年12月21日，本作的全球销量接近150万份。
在2022年11月8日公開的第二季（截止至2022年9月）任天堂財報中《任天堂明星大亂鬥3DS/Wii U》3DS版全球已售出964萬份，在任天堂3DS上的本家遊戲銷量第八名；Wii U版全球已售出538萬份，在Wii U上的本家遊戲銷量第四名。

## 備註
1. ↑  由于for与四的英文four同音，且该作为任天堂明星大亂鬥系列的第四作，故在欧美地区通常称该作为任天堂明星大亂鬥4。
2. ↑  持有猎天使魔女系列著作權為世嘉，並不是負責系列發行和資助開發的任天堂。